# 2005年12月逝世人物列表
2005年逝世人物列表：1月 - 2月 - 3月 - 4月 - 5月 - 6月 - 7月 - 8月 - 9月 - 10月 - 11月 - 12月
2005年12月逝世人物列表，是用于汇总2005年12月期间逝世人物的列表。

## 依日期排序

### 12月1日
- 苏林，68岁，中国特型演员，周恩来的扮演者。上海热线[]

### 12月2日
- 穆罕默德·哈姆扎·祖贝迪 (Mohammed Hamza Zubeidi)，67岁，伊拉克总理。楚天都市报（页面存档备份，存于）

### 12月4日
- 格里哥·霍夫曼 (Gregg Hoffman)，42岁，美国电影制片人。新华网（页面存档备份，存于）

### 12月5日
- 弗里茨·飞利浦（Frits Philips），100岁，飞利浦电子公司创始人。网易（页面存档备份，存于）
- 刘宾雁，80岁，六四事件後流亡多年的中国作家、报告文学家、前中国人民日报社高级记者。BBC中文网

### 12月6日
- 马苏里博士（Dr.Masuri Salikun），78岁，新加坡马来文学家。联合早报
- 王伟，中国吉林副市长，冶金专家BBC中文网

### 12月7日
- 徐繼良，36歲，中国歌手。国际在线[永久]

### 12月10日
- 理查德·普赖尔，65岁，美国喜剧演员。温州日报

### 12月11日
- 余明善，90岁，中国书法家。解放日报
- 尤金·麦卡锡（Eugene McCarthy），89岁，美国前参议员及反战斗士。联合早报（页面存档备份，存于）

### 12月16日
- 周占順，60歲，前中國國家信訪局局長。新華網 Archive.today的存檔，存档日期2013-04-28
- 约翰·斯潘塞，58岁，美国演员。深圳晶报[]

### 12月17日
- 杰克·安德森（英语：Jack Anderson (columnist)） (Jack Anderson)，83岁，普利策奖获得者，美国专栏作家。新华网（页面存档备份，存于）

### 12月19日
- 关鹤岩，85岁，中国音乐家。华商报[]
- 文森特·吉根迪 (Vincent Gigante)，77岁，纽约黑手党。江门新闻网
- 王树田，87岁，中国武术家。天府早报[]

### 12月20日
- 萧淑芳，94岁，中国画家。世艺网

### 12月23日
- 黄绮，91岁，中国书画家。新浪网（页面存档备份，存于）
- 姚文元，74岁，前四人帮之一。早报网（页面存档备份，存于）

### 12月24日
- 汪道涵，90歲，海峡两岸关系协会会长。新華社（页面存档备份，存于）QQ新闻网（页面存档备份，存于）

### 12月26日
- 凯瑞·帕克 (Kerry Packer)，68岁，澳大利亚首富，媒体与赌博大王。浙江都市网

### 12月27日
- 邹衡，78岁，中国考古学家。新华网（页面存档备份，存于）

### 12月28日
- 張詩經，78歲，萬華人士，曾任教淡江英專、台灣台北國泰百科文化公司總經理、台灣省警務處外事警官、台北市成淵中學英文教師、台北市第五屆市議員、政治人物。

### 12月29日
- 張達文，51歲，台灣物理学家。

### 12月30日
- 楊嘉諾，43岁，香港演員